# كالوليمنوس
كالوليمنوس هي جزيرة صغيرة تقع بين كاليمنوس وإيميا. تتبع لمقاطعة دوديكانيسيا، اليونان. في أكتوبر 2015 شهدت سواحل الجزيرة غرق عدد من المهاجرين.